# Lonnie Donegan
Anthony James Donegan, detto Lonnie (Glasgow, 29 aprile 1931 – Peterborough, 3 novembre 2002), è stato un cantante e chitarrista britannico.
Recuperato lo skiffle dall'originario ambiente statunitense, Donegan lo rilanciò sulla scena musicale britannica rendendolo estremamente popolare nel Merseyside degli anni cinquanta.
Soprannominato dai musicisti e dai fan "The Great One", per il talento e lo stile innovativo meritò il titolo di “re dello skiffle”.

## I primi passi
Lonnie Donegan era entrato in contatto con la musica fin da piccolo. Il padre era infatti il primo violino nella National Scottish Orchestra, e questo aveva affinato in lui la sensibilità musicale.
Discostandosi dall'esempio paterno, iniziò a suonare la chitarra acustica e il banjo per poi volgere le proprie attenzioni ad altri generi musicali, appassionandosi dapprima al jazz e poi alla musica folk e al blues.
A diciassette anni cambiò il nome di battesimo in onore del mitico bluesman Lonnie Johnson, dopo il servizio militare si unì alla Ken Colyer Band, un gruppo jazz che era fra le migliori formazioni locali del genere, e successivamente, nel 1951, formò i Washboard Wonders, gruppo nel quale suonava la chitarra e il banjo, assieme a Chris Barber al contrabbasso e a Beryl Bryden alle percussioni e allo washboard: il loro repertorio comprendeva richiami agli spiritual americani, al blues, al folk e allo skiffle.

## La carriera artistica

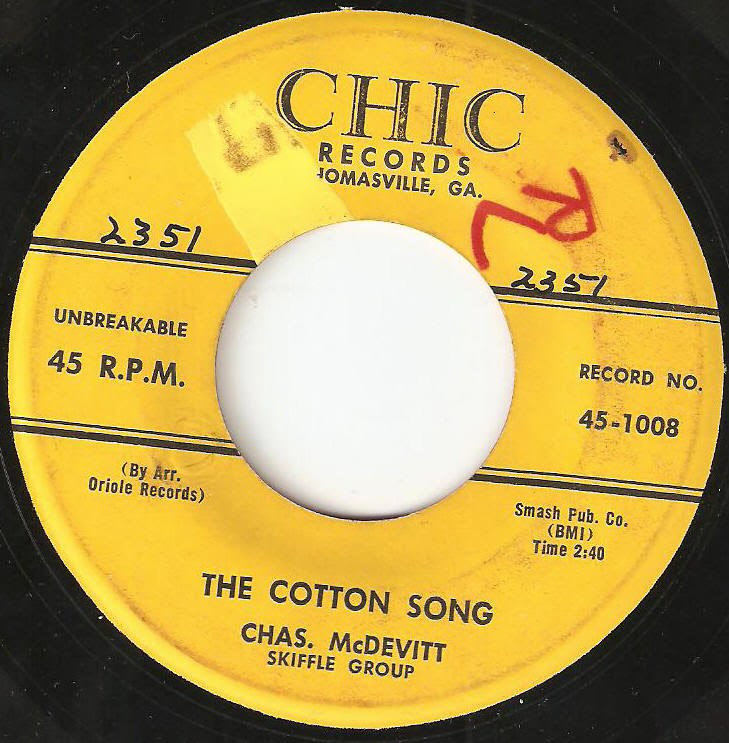
45 giri del gruppo Chas McDevitt

Il successo e la popolarità giunsero con Rock Island Line, un pezzo che Donegan aveva inciso in un album del luglio 1954 e che, trasformato in singolo, a gennaio del 1956 balzò in cima alle classifiche inglesi; il brano infiammava l'entusiasmo degli spettatori nelle esibizioni live e viene considerato la scintilla che accese l'interesse per lo skiffle e la conseguente fioritura di gruppi musicali che si ispiravano a quel genere. Data la relativa semplicità degli strumenti adoperati, sull'impulso del suo successo il genere musicale costituì la spinta alla formazione di migliaia di gruppi musicali, fra i quali emersero The Vipers Skiffle Group, il Chas McDevitt Group e in particolare i Quarry Men, gruppo che rappresentava l'ossatura dei futuri Beatles. Rock Island Line fu il primo pezzo in assoluto provato dal nascenti Quarry Men.
Donegan abbandonò il proprio gruppo l'anno successivo e iniziò una lunga carriera solista. Andò in tournée negli Stati Uniti, dove si esibì in popolari programmi TV e in concerti live assieme a rockstar famose come Chuck Berry, poi ritornò in patria e mise insieme un nuovo gruppo che eseguiva blues e skiffle, influenzando fortemente la generazione di musicisti di rock’n’roll che sarebbe fiorita negli anni sessanta e conquistandone la stima e l'apprezzamento. Fra i tantissimi ammiratori c'erano infatti teenager che qualche anno più tardi sarebbero diventati membri di gruppi di prima grandezza quali i Cream, i Led Zeppelin, gli Yardbirds, i Rolling Stones e i Beatles. E anche due celebri chitarristi emersi nel decennio successivo, Brian May dei Queen e Mark Knopfler dei Dire Straits, considerano Lonegan rispettivamente «la pietra angolare del blues e del rock in Inghilterra» e «fra le [mie] più rilevanti influenze musicali».
Con il tramonto dello skiffle soppiantato dal rock'n'roll declinò anche la popolarità di Donegan, che nei decenni successivi continuò a incidere, lavorò come produttore musicale, riunì il vecchio gruppo con Barber a metà degli anni settanta a seguito di un revival dello skiffle in Germania, e negli anni ottanta fece un tour in Gran Bretagna, mostrando un inaspettato dinamismo nonostante un infarto che lo colpì nel 1978. Ma un altro attacco di cuore nel 1986 ridimensionò la sua attività e un'operazione chirurgica la ridusse notevolmente.
Per non disperdere il patrimonio musicale dell'artista, alla fine degli anni settanta Paul McCartney propose a Donegan di raccogliere assieme alcuni fra i suoi successi del passato. Nell'album che concretizzò il progetto, Putting On the Style, il musicista è accompagnato tra gli altri da Ringo Starr, Elton John e altri personaggi della scena musicale di Liverpool degli anni cinquanta.
Lonnie Donegan morì nel novembre del 2002 per problemi di natura cardiaca.
Il cantautore e chitarrista britannico Mark Knopfler, da sempre un grande estimatore di Lonnie Donegan, gli dedica una canzone dal titolo "Donegan's Gone", poi inserita nel suo album pubblicato nel 2004 dal titolo Shangri-La.

## Discografia

### Album
- 1956 – Showcase (Pye Nixa, NPT 19012)
- 1957 – An Englishman Sings American Folk Songs
- 1957 – Lonnie Donogan Live, 1957
- 1958 – Lonnie
- 1958 – Tops with Lonnie
- 1959 – Lonnie Rides Again
- 1959 – Rides Again
- 1960 – Skiffle Folk Music
- 1961 – More Tops with Lonnie
- 1962 – Sing Hallelujah
- 1965 – Folk Album
- 1970 – Lonnie Pops
- 1977 – Putting On the Style
- 1978 – Sundown
- 1981 – Jubilee Concert
- 1999 – Muleskinner Blues
- 2001 – Complete Conway: Live 1957
- 2005 – An Introduction to Lonnie Donegan
- 2006 – The Last Tour
- 2007 – John Henry
- 2007 – Stewball[15]

### Singoli
- 1955 - Rock Island Line/John Henry (Decca)